# Endako River
Der Endako River ist ein etwa 120 km langer linker Nebenfluss Stellako River im nördlich-zentralen Teil der kanadischen Provinz British Columbia. 

## Flusslauf
Der Endako River entspringt auf einer Höhe von etwa 1250 m auf dem Nechako-Plateau, 18 km südwestlich des Babine Lake. Er fließt anfangs 10 km nach Süden. Östlich des Rose Lake wendet sich der Endako River in Richtung Südsüdost. Der British Columbia Highway 16 (Yellowhead Highway) folgt ab dem Rose Lake dem Flusslauf bis zur Mündung. Der Fluss passiert den Flugplatz Burns Lake Airport. Anschließend durchfließt er den 12,5 km langen Decker Lake. 2 km unterhalb des Decker Lake befindet sich der Burns Lake. Dieser bildet eine 22 km lange Flussverbreiterung des Endako River. An dessen Nordufer befindet sich die Gemeinde Burns Lake. Unterhalb des Burns Lake fließt der Endako River in ostsüdöstlicher Richtung. Dabei weist er ein zum Teil stark mäandrierendes Verhalten auf. Der Endako River mündet schließlich in den Stellako River, 1,5 km oberhalb dessen Mündung in den Fraser Lake.

## Hydrologie
Der Endako River entwässert ein Areal von etwa 1780 km². Der mittlere Abfluss unterhalb des Burns Lake beträgt 3,46 m³/s. Die höchsten monatlichen Abflüsse treten gewöhnlich von April bis Juni auf.